# Abandonados, Asia: La Ruta del Dragón (Segunda Temporada)
Abandonados, Asia: La Ruta del Dragón es un reality show mexicano, producido y transmitido por Azteca Uno. Su presentadora es la actriz Paola Núñez. La segunda temporada tuvo su estreno el 9 de septiembre de 2024.

## Formato

### Mecánica del juego
Ocho parejas tienen que recorrer más de 5.000 km que separan 4 países en 4 etapas. Los concursantes tienen un presupuesto de $20 pesos por pareja y día para conseguir comida, mientras que el transporte y el alojamiento tienen que conseguirlo gratuitamente.

### Juego por el amuleto
Durante una etapa los concursantes más rápidos (y que firmen en el libro del dragón) en ciertas carreras podrán participar por el amuleto, realizando un juego con un objetivo; la pareja que lo logre ganara un amuleto con valor de 50 mil pesos.

### Juego de inmunidad
A mitad de cada etapa los concursantes más rápidos participan en una prueba que les puede hacer ganar la inmunidad. La pareja que gana la prueba consigue una camisa que les impide ser eliminados además de tener la inmunidad cuentan también con alojamiento privilegiado, más una cena por parte del programa para esa noche.

### Eliminación
Al final de cada etapa, el/la director/a de carrera informa a las parejas de su posición en dicha etapa (el ranking de posiciones). Las dos parejas que lleguen en último lugar deberán enfrentarse en un juego llamado "Corre por tu vida", habrá una tercera pareja la cual será elegida por las demás parejas.

### Equipo de supervivencia
Los concursantes cuentan con una serie de elementos que les son útiles para cubrir sus etapas:
- La mochila: llevan ropa, la comida que han podido comprar. Los aventureros deben llevarla obligatoriamente a la hora de llegar al libro del dragón (Juego de inmunidad) o a la meta.
- Mapa: el mapa les marca donde tienen que ir y por qué zonas pueden desplazarse.
- Fichas de idioma: las fichas de idioma ayudan a los concursantes a comunicarse con los habitantes de cada país.

## Participantes
| Participantes                                       | Residencia       | Nombre de equipo | Resultado Final           |
| --------------------------------------------------- | ---------------- | ---------------- | ------------------------- |
| Mafer García Emprendedora                           | Veracruz         | Team Jarocho     | Ganadoras                 |
| Amor Carlin Creadora de contenido                   | Veracruz         | Team Jarocho     | Ganadoras                 |
| Brandon Zariñan Estudiante                          | Chiapas          | Cuates           | 2.do Lugar (Día 29)       |
| Brayan Zariñan Estudiante                           | Ciudad de México | Cuates           | 2.do Lugar (Día 29)       |
| Tadeo Fernandéz Music Dealer                        | Jalisco          | Amigos           | 3.er Lugar (Día 28)       |
| Talía Eisset Actriz                                 | Ciudad de México | Amigos           | 3.er Lugar (Día 28)       |
| Sergio Ricardo "Richie" Entrenador personal, atleta | Ciudad de México | Parejas          | 6.tos Eliminados (Día 25) |
| Isabel Fernández Comediante                         | Querétaro        | Parejas          | 6.tos Eliminados (Día 25) |
| Jessica Díaz Actriz                                 | Sinaloa          | Amigos           | 5.tos Eliminados (Día 22) |
| Alfredo Adame Actor y conductor                     | Ciudad de México | Amigos           | 5.tos Eliminados (Día 22) |
| Carlos Díaz Payaso "Los Buggys"                     | Puebla           | Padre/Hijo       | 4.tos Eliminados (Día 17) |
| Fernando Díaz Payaso "Los Buggys"                   | Puebla           | Padre/Hijo       | 4.tos Eliminados (Día 17) |
| Joss Conductor y payaso                             | Estado de México | Los Destrampados | 3.ros Eliminados (Día 13) |
| Oskarín Conductor y payaso                          | Estado de México | Los Destrampados | 3.ros Eliminados (Día 13) |
| Juan Carlos Casasola Comediante y actor             | Ciudad de México | Amigos           | 2.dos Eliminados (Día 9)  |
| Brenda Zambrano Influencer                          | Tamaulipas       | Hermanas         | 1.ras Eliminadas (Día 5)  |
| Diana Zambrano Blogger                              | Tamaulipas       | Hermanas         | 1.ras Eliminadas (Día 5)  |

1. ↑  Jessica regresa a la competencia en el día 9, ahora su pareja es Alfredo Adame

## Posiciones
| Mafer y Amor       | 6.º | 1.º | 1.º | 6.º | 2.º | 3.º     | 3.º | 6.º | 3.º | 1.º | 1.º | 6.º | 2.º | 1.º |     | 4.º | 5.º | 3.º | 4.º | 1.º | 3.º | 5.º | 5.º | 5.º | 2.º | 3.º | 3.º | 3.º | 1.º | 1.º |  |  |  |  |  |  |  |  |  |  |
| Brandon y Brayan   | 5.º | 3.º | 2.º | 1.º |     | 1.º     | 2.º | 4°  | 5.º | 2.º | 2.º | 2.º | 5.º | 6.º | 1.º | 3.º | 6.º | 2.º | 3.º |     | 1.º | 1.º | 4.º | 4.º |     | 1.º | 2.º | 2.º | 2.º | 2.º |  |  |  |  |  |  |  |  |  |  |
| Tadeo y Talía      | 1.º | 2.º | 7.º |     |     | 4.º     | 7.º | 1.º | 1.º |     | 4.º | 4.º | 4.º | 2.º |     | 1.º | 3.º | 1.º | 1.º |     | 4.º | 2.º | 2.º | 1.º | 1.º | 4.º | 1.º | 1.º | 3.º |     |  |  |  |  |  |  |  |  |  |  |
| Richie e Isabel    |     |     |     |     |     | 2.º     | 1.º | 7.º | 6.º |     | 3.º | 3.º | 3.º | 3.º |     | 2.º | 2.º | 4.º | 5.º | 2.º | 5.º | 3.º | 1.º | 2.º |     | 2.º | 4.º |     |     |     |  |  |  |  |  |  |  |  |  |  |
| Jessica y Adame    |     |     |     |     |     |         |     |     |     |     | 7.º | 7.º | 7.º | 4.º | 2.º | 5.º | 1.º | 5.º | 2.º |     | 2.º | 4.º | 3.º | 3.º | 3.º |     |     |     |     |     |  |  |  |  |  |  |  |  |  |  |
| Carlos y Fernando  | 4.º | 5.º | 4.º | 5.º | 1.º | [ i 5 ] | 5.º | 2.º | 2.º |     | 6.º | 1.º | 1.º | 7.º |     | 6.º | 4.º | 6.º | 6.º | 3.º |     |     |     |     |     |     |     |     |     |     |  |  |  |  |  |  |  |  |  |  |
| Joss y Oskarín     | 3.º | 4.º | 3.º |     |     | 5°      | 4.º | 5.º | 4.º |     | 5.º | 5.º | 6.º | 5.º | 3.º |     |     |     |     |     |     |     |     |     |     |     |     |     |     |     |  |  |  |  |  |  |  |  |  |  |
| Jessica y Casasola | 2.º | 7.º | 6.º |     |     | [ i 6 ] | 6.º | 3.º | 7.º | 3.º |     |     |     |     |     |     |     |     |     |     |     |     |     |     |     |     |     |     |     |     |  |  |  |  |  |  |  |  |  |  |
| Brenda y Diana     | 7.º | 6.º | 5.º | 7.º | 3.º |         |     |     |     |     |     |     |     |     |     |     |     |     |     |     |     |     |     |     |     |     |     |     |     |     |  |  |  |  |  |  |  |  |  |  |

     Participantes que no realizan el desafío en las siguientes competencias de la etapa por obtener una de las inmunidades.
     Participantes que no compiten en Corre por tu Vida al no ser nominados a pesar de no ganar la inmunidad.
     Participantes que ganaron el derecho a competir por El amuleto al llegar en las primeras posiciones.
     Participantes que ganaron El amuleto.
     Participantes que ganaron inmunidad por llegar primeros en las pruebas de Inmunidad.
     Participantes que fueron elegidos (por los ganadores de la primera prueba de El amuleto de la semana) para que tuvieran una desventaja.
     Participantes sentenciados que se salvan de la eliminación al no llegar de últimos en Corre por tu Vida.
     Participantes que quedaron sentenciados en la última prueba de Inmunidad de la semana y/o etapa, por ocupar las últimas posiciones.
     Participantes que quedaron sentenciados al recibir la mayor cantidad de votos por parte de sus compañeros.
     Participantes que tuvieron una desventaja en el Corre por tu Vida al recibir la mayor cantidad de votos por parte de sus compañeros.
     Participantes que fueron penalizados por no seguir las reglas del juego.
     Participantes Eliminados.
     Participantes que abandonan por lesión o enfermedad.
     Participantes que son salvados por un sobre negro y continúan en la competencia, con la condición de no ser vistos por el resto de los participantes y no llegar de últimos en la prueba de Inmunidad.
     Participantes que ganan una ventaja en la competencia para no ser eliminados.
Notas:
1. ↑  Ellos originalmente llegaron en segundo lugar, pero había una condición para esa etapa que la ropa que traían puesta debía permanecer limpia, por lo tanto ellos fueron los que tuvieron menos manchas en su ropa.
2. ↑  En esta ocasión las parejas se cambiaron, este primer lugar corresponde a la pareja Tadeo y Brandon.
3. ↑  En esta ocasión Tadeo y Talía, ganaron el amuleto de dragón, sin embargo fueron nominados para correr por sus vidas.
4. ↑  Ellos durante la carrera quedaron en sexto lugar en el cual competirían en el Corre por tu vida, sin embargo como tenían inmunidad se salvaron y su lugar lo ocupo el quinto lugar.
5. ↑  Durante el programa, jamás aparecieron en cámaras, por lo tanto se desconoce su posición en esta competencia
6. ↑  Durante el programa, jamás aparecieron en cámaras, por lo tanto se desconoce su posición en esta competencia

## Resultados generales
| MaFer y Amor       | Team Jarocho     | Nominadas  | Nominadas  | Inmunes    | Nominadas  | Nominadas  | Continúan  | Salvados | Ganadoras |  |  |  |  |  |  |  |
| Brandon y Brayan   | Cuates           | Inmunes    | Nominados  | Nominados  | Continúan  | Inmunes    | Continúan  | Salvados | Segundos  |  |  |  |  |  |  |  |
| Tadeo y Talía      | Amigos           | Inmunes    | Inmunes    | Continúan  | Continúan  | Nominados  | Continúan  | Terceros |           |  |  |  |  |  |  |  |
| Richie e Isabel    | S/A              |            | Inmunes    | Continúan  | Nominados  | Continúan  | Eliminados |          |           |  |  |  |  |  |  |  |
| Jessica y Adame    | Amigos           |            |            | Nominados  | Inmunes    | Eliminados |            |          |           |  |  |  |  |  |  |  |
| Carlos y Fernando  | Padre/Hijo       | Nominados  | Continúan  | Inmunes    | Eliminados |            |            |          |           |  |  |  |  |  |  |  |
| Joss y Oskarín     | Los Destrampados | Continúan  | Continúan  | Eliminados |            |            |            |          |           |  |  |  |  |  |  |  |
| Jessica y Casasola | Amigos           | Continúan  | Eliminados |            |            |            |            |          |           |  |  |  |  |  |  |  |
| Brenda y Diana     | Hermanas         | Eliminadas |            |            |            |            |            |          |           |  |  |  |  |  |  |  |

Notas
     Ganadores - Participantes que obtuvieron el primer lugar al final del programa.
     2.º puesto - Participantes que obtuvieron el segundo lugar al final del programa.
     3.er puesto - Participantes que obtuvieron el tercer lugar al final del programa.
     Inmunes — Participantes obtienen la Inmunidad en toda la semana.
     Continúan — Participantes no son inmunes, pero continúan en competencia al no ser nominados a Corre por tu Vida.
     Nominados — Participantes que quedaron últimos en la última prueba de Inmunidad de la semana y/o etapa, por ende, tienen que competir en el Corre por tu Vida.
     Nominados — Participantes son nominados por sus rivales mediante votación, por ende, tienen que competir en el Corre por tu Vida.
     Nominados — Participantes que tuvieron una desventaja en el Corre por tu Vida al recibir la mayor cantidad de votos por parte de sus compañeros.
     Salvados — Participantes compiten en el Corre por tu Vida junto a los demás equipos en competencia y avanzan a la siguiente ronda.
     Eliminados — Participantes son eliminados.
     Corredores en las sombras — Al ser eliminados reciben un sobre negro, el cual les permite integrarse de nuevo a la competencia, con la condición de no ser vistos por el resto de los participantes y no llegar de últimos en la prueba de Inmunidad.

## Recompensas

### Amuleto
Durante el transcurso del juego se llevarán a cabo competencias para obtener amuletos. Cada uno de estos amuletos otorga al equipo ganador la posibilidad de canjearlo por $1 000 000 de pesos si logran llegar a la última etapa del juego. Las competencias por el amuleto se llevan a cabo entre los primeros equipos que lleguen al final de un recorrido previo a dicha competencia o entre los equipos hayan obtenido la inmunidad durante la etapa. A lo largo de toda la competencia serán entregados 20 amuletos. Cada amuleto tiene un valor de $50 000 pesos mexicanos. En caso de que una pareja con amuletos sea eliminada deberá heredar todos sus amuletos a una pareja que siga en el juego. En la etapa 7 y 8 se juegan Amuletos Dorados, que tienen un valor de $100 000 pesos mexicanos. Y la pareja ganadora además podrá obtener $2 000 000 de pesos.
| Etapa   | Amuleto a entregar                                         | Participan       | Candidatos        | Candidatos         | Candidatos         | Candidatos    | Ganadores         |
| Etapa   | Amuleto a entregar                                         | Participan       | Primer equipo     | Segundo equipo     | Tercer equipo      | Cuarto equipo | Ganadores         |
| ------- | ---------------------------------------------------------- | ---------------- | ----------------- | ------------------ | ------------------ | ------------- | ----------------- |
| Etapa 1 | Primer amuleto                                             | Orden de Llegada | Tadeo y Talía     | Jessica y Casasola | Joss y Oskarín     |               | Tadeo y Talía     |
| Etapa 1 | Segundo amuleto e Inmunidad                                | Equipo inmune    | Tadeo y Talía     |                    |                    |               | Tadeo y Talía     |
| Etapa 1 | Tercer amuleto y ventaja a la inmunidad                    | Orden de Llegada | Mafer y Amor      | Brandon y Brayan   |                    |               | Brandon y Brayan  |
| Etapa 1 | Cuarto amuleto e Inmunidad                                 | Equipo inmune    | Brandon y Brayan  |                    |                    |               | Brandon y Brayan  |
| Etapa 2 | Quinto amuleto y ventaja a la inmunidad                    | Orden de Llegada | Brandon y Brayan  | Richie e Isabel    |                    |               | Richie e Isabel   |
| Etapa 2 | Sexto amuleto e Inmunidad                                  | Orden de llegada | Richie e Isabel   |                    |                    |               | Richie e Isabel   |
| Etapa 2 | Séptimo amuleto y ventaja a la inmunidad                   | Orden de llegada | Tadeo y Talía     | Carlos y Fernando  | Jessica y Casasola |               | Tadeo y Talía     |
| Etapa 2 | Octavo amuleto e inmunidad                                 | Orden de llegada | Tadeo y Talía     | Carlos y Fernando  |                    |               | Tadeo y Talía     |
| Etapa 3 | Noveno amuleto                                             | Orden de Llegada | Mafer y Amor      | Brandon y Brayan   | Richie e Isabel    |               | Brandon y Brayan  |
| Etapa 3 | Décimo amuleto e Inmunidad                                 | Orden de llegada | Carlos y Fernando |                    |                    |               | Carlos y Fernando |
| Etapa 3 | Undécimo amuleto y ventaja a la inmunidad                  | Orden de Llegada | Carlos y Fernando | Mafer y Amor       | Richie e Isabel    |               | Mafer y Amor      |
| Etapa 3 | Duodécimo amuleto e inmunidad                              | Orden de llegada | Mafer y Amor      |                    |                    |               | Mafer y Amor      |
| Etapa 4 | Décimo tercer amuleto y ventaja a la inmunidad             | Orden de Llegada | Tadeo y Talía     | Richie e Isabel    | Brandon y Brayan   |               | Tadeo y Talía     |
| Etapa 4 | Décimo cuarto amuleto e Inmunidad                          | Equipo inmune    | Jessica y Adame   |                    |                    |               | Jessica y Adame   |
| Etapa 4 | Décimo quinto amuleto y ventaja trascendental              | Orden de llegada | Tadeo y Talía     | Brandon y Brayan   |                    |               | Tadeo y Talía     |
| Etapa 4 | Décimo sexto amuleto                                       | Orden de llegada | Tadeo y Brandon   |                    |                    |               | Brandon y Brayan  |
| Etapa 5 | Décimo séptimo amuleto y ventaja a la inmunidad            | Orden de Llegada | Brandon y Brayan  | Jessica y Adame    | Mafer y Amor       |               | Brandon y Brayan  |
| Etapa 5 | Décimo octavo amuleto e Inmunidad                          | Equipo inmune    | Brandon y Brayan  |                    |                    |               | Brandon y Brayan  |
| Etapa 5 | Décimo noveno amuleto y ventaja para no correr por su vida | Orden de Llegada | Richie e Isabel   | Tadeo y Talía      |                    |               | Tadeo y Talía     |
| Etapa 5 | Vigésimo amuleto                                           | Orden de Llegada | Tadeo y Talía     |                    |                    |               | Tadeo y Talía     |

Notas:
1. ↑  Las parejas fueron cambiadas en el programa 14, en donde la pareja de Tadeo y Brandon ganaron el amuleto al llegar en primer lugar, sin embargo solo una pareja podría ganar el amuleto, así que decidieron realizar '"piedra, papel o tijera" para definir al ganador.

En la semana final, los abandonados ya no competían por Amuletos del Dragón, ahora lo hacían por una Ventaja para la competencia y no ser eliminados.
| Etapa       | Ventaja                   | Participan       | Candidatos       | Candidatos      | Candidatos    | Candidatos    | Ganadores        |
| Etapa       | Ventaja                   | Participan       | Primer equipo    | Segundo equipo  | Tercer equipo | Cuarto equipo | Ganadores        |
| ----------- | ------------------------- | ---------------- | ---------------- | --------------- | ------------- | ------------- | ---------------- |
| Etapa Final | Ventaja en la competencia | Orden de Llegada | Brandon y Brayan | Richie e Isabel | Mafer y Amor  |               | Brandon y Brayan |
| Etapa Final | Ventaja en la competencia | Orden de Llegada | Tadeo y Talía    |                 |               |               | Tadeo y Talía    |

### Tabla de amuletos
| Equipos            | Amuletos    | Monto acumulado                            | Heredados                                                                                      | Monto ganado |
| ------------------ | ----------- | ------------------------------------------ | ---------------------------------------------------------------------------------------------- | ------------ |
| Mafer y Amor       | 2 amuletos  | $2 000 por ganar la final + $100 000 pesos | 3 amuletos fueron perdidos en la competencia en el día 25, y fueron entregados a Tadeo y Talía | $2 100 000   |
| Brandon y Brayan   | 18 amuletos | $900,000 pesos                             | —                                                                                              | —            |
| Tadeo y Talía      | 12 amuletos | $600,000 pesos                             | Brandon y Brayan                                                                               |              |
| Richie e Isabel    | 2 amuletos  | $100,000 pesos                             | Mafer y Amor                                                                                   | —            |
| Jessica y Adame    | 1 amuleto   | $50,000 pesos                              | Mafer y Amor                                                                                   | —            |
| Carlos y Fernando  | 1 amuleto   | $50,000 pesos                              | Tadeo y Talía                                                                                  | —            |
| Joss y Oskarín     | 0 amuletos  | 0 pesos                                    | —                                                                                              | —            |
| Jessica y Casasola | 0 amuletos  | 0 pesos                                    | —                                                                                              | —            |
| Brenda y Diana     | 0 amuletos  | 0 pesos                                    | —                                                                                              | —            |

## Eliminación

### Corte Express
La Corte Express consiste en una ceremonia en que todos los participantes votaran por alguna pareja para que compita en el Corre por tu Vida.
| Inmunes:                            | Tadeo y Talía Brandon y Brayan | Richie e Isabel Tadeo y Talía | Carlos y Fernando Mafer y Amor | Jessica y Adame                                                      | Brandon y Brayan   |  |  |
| Tadeo y Talía                       | Joss y Oskarín                 | Mafer y Amor                  | Jessica y Adame                |                                                                      | Richie e Isabel    |  |  |
| Brandon y Brayan                    | Carlos y Fernando              | Joss y Oskarín                | Jessica y Adame                |                                                                      | Richie e Isabel    |  |  |
| Mafer y Amor                        | Carlos y Fernando              | Joss y Oskarín                | No votaron                     |                                                                      | Tadeo y Talía      |  |  |
| Richie e Isabel                     |                                | Carlos y Fernando             | Jessica y Adame                |                                                                      | Tadeo y Talía      |  |  |
| Jessica y Adame                     |                                |                               | Tadeo y Talía                  |                                                                      | Tadeo y Talía      |  |  |
| Carlos y Fernando                   | Joss y Oskarín                 | Mafer y Amor                  | No votaron                     |                                                                      |                    |  |  |
| Joss y Oskarín                      | Carlos y Fernando              | Mafer y Amor                  | Jessica y Adame                |                                                                      |                    |  |  |
| Jessica y Casasola                  | Carlos y Fernando              | Carlos y Fernando             |                                |                                                                      |                    |  |  |
| Brenda y Diana                      | Joss y Oskarín                 |                               |                                |                                                                      |                    |  |  |
|                                     |                                |                               |                                |                                                                      |                    |  |  |
| 1.º Nominados/as por Competencia:   | Brenda y Diana                 | Jessica y Casasola            | Joss y Oskarín                 | Carlos y Fernando                                                    | Mafer y Amor       |  |  |
| 2.º Nominados/as por Competencia:   | Mafer y Amor                   | Brandon y Brayan              | Brandon y Brayan               | Richie e Isabel                                                      | Jessica y Adame    |  |  |
| 3.º Nominados/as por Corte Express: | Carlos y Fernando (4/7)        | Mafer y Amor (3/7)            | Jessica y Adame(4/7)           | Mafer y Amor (Por esta ocasión no fueran elegidas por corte express) | Tadeo y Talía(3/5) |  |  |
| Eliminados/as:                      | Brenda y Diana                 | Jessica y Casasola            | Joss y Oskarín                 | Carlos y Fernando                                                    | Jessica y Adame    |  |  |

### Corre por tu Vida
El Corre por tu Vida consiste en una carrera para eliminar a una pareja de la competencia, en esta carrera participan 3 parejas, las cuales 2 se definen por terminar últimos en la última carrera que se haya jugado y la tercera pareja se define por la Corte. Desde la etapa 6 participan 3 parejas que se definen por terminar últimos en la última carrera que se haya jugado y una pareja recibe una desventaja por la Corte.
| Semana | Parejas Nominadas            | Parejas Nominadas            | Parejas Nominadas            | Parejas Nominadas            | Parejas Nominadas            | Parejas Nominadas            | Parejas Nominadas            | Parejas Nominadas            | Parejas Nominadas                                      | Parejas Nominadas                                      | Parejas Nominadas                                      | Parejas Nominadas                                      | Parejas Nominadas  | Parejas Nominadas |
| ------ | ---------------------------- | ---------------------------- | ---------------------------- | ---------------------------- | ---------------------------- | ---------------------------- | ---------------------------- | ---------------------------- | ------------------------------------------------------ | ------------------------------------------------------ | ------------------------------------------------------ | ------------------------------------------------------ | ------------------ | ----------------- |
| Semana | 1.º Pareja (Por competencia) | 1.º Pareja (Por competencia) | 1.º Pareja (Por competencia) | 1.º Pareja (Por competencia) | 2.º Pareja (Por competencia) | 2.º Pareja (Por competencia) | 2.º Pareja (Por competencia) | 2.º Pareja (Por competencia) | 3.º Pareja (Por Corte)                                 | 3.º Pareja (Por Corte)                                 | 3.º Pareja (Por Corte)                                 | 3.º Pareja (Por Corte)                                 |                    | Pareja Eliminada  |
| 1      | Brenda y Diana               | Brenda y Diana               | Brenda y Diana               | Brenda y Diana               | Mafer y Amor                 | Mafer y Amor                 | Mafer y Amor                 | Mafer y Amor                 | Carlos y Fernando                                      | Carlos y Fernando                                      | Carlos y Fernando                                      | Carlos y Fernando                                      | Brenda y Diana     |                   |
| 2      | Jessica y Casasola           | Jessica y Casasola           | Jessica y Casasola           | Jessica y Casasola           | Brandon y Brayan             | Brandon y Brayan             | Brandon y Brayan             | Brandon y Brayan             | Mafer y Amor                                           | Mafer y Amor                                           | Mafer y Amor                                           | Mafer y Amor                                           | Jessica y Casasola |                   |
| 3      | Joss y Oskarín               | Joss y Oskarín               | Joss y Oskarín               | Joss y Oskarín               | Brandon y Brayan             | Brandon y Brayan             | Brandon y Brayan             | Brandon y Brayan             | Jessica y Adame                                        | Jessica y Adame                                        | Jessica y Adame                                        | Jessica y Adame                                        | Joss y Oskarín     |                   |
| 4      | Carlos y Fernando            | Carlos y Fernando            | Carlos y Fernando            | Carlos y Fernando            | Richie e Isabel              | Richie e Isabel              | Richie e Isabel              | Richie e Isabel              | Mafer y Amor (No fueron elegidas por la corte express) | Mafer y Amor (No fueron elegidas por la corte express) | Mafer y Amor (No fueron elegidas por la corte express) | Mafer y Amor (No fueron elegidas por la corte express) | Carlos y Fernando  |                   |
| 5      | Mafer y Amor                 | Mafer y Amor                 | Mafer y Amor                 | Mafer y Amor                 | Jessica y Adame              | Jessica y Adame              | Jessica y Adame              | Jessica y Adame              | Tadeo y Talía                                          | Tadeo y Talía                                          | Tadeo y Talía                                          | Tadeo y Talía                                          | Jessica y Adame    |                   |
| Semana | 1.º Pareja                   | 1.º Pareja                   | 1.º Pareja                   | 1.º Pareja                   | 2.º Pareja                   | 2.º Pareja                   | 2.º Pareja                   | 2.º Pareja                   | 3.º Pareja                                             | 3.º Pareja                                             | 3.º Pareja                                             | 3.º Pareja                                             | Pareja Eliminada   |                   |
| 6      | Tadeo y Talía                | Tadeo y Talía                | Tadeo y Talía                | Tadeo y Talía                | Brandon y Brayan             | Brandon y Brayan             | Brandon y Brayan             | Brandon y Brayan             | Mafer y Amor                                           | Mafer y Amor                                           | Mafer y Amor                                           | Mafer y Amor                                           | Richie e Isabel    |                   |
| 6      | Tadeo y Talía                | Tadeo y Talía                | Tadeo y Talía                | Tadeo y Talía                | Brandon y Brayan             | Brandon y Brayan             | Brandon y Brayan             | Brandon y Brayan             | Mafer y Amor                                           | Mafer y Amor                                           | Mafer y Amor                                           | Mafer y Amor                                           | Tadeo y Talía      |                   |